# Wettbewerbsrecht
Als Wettbewerbsrecht wird ein Rechtsgebiet bezeichnet, das staatliche Eingriffe zur Förderung des marktwirtschaftlichen Wettbewerbs zum Inhalt hat.

## Einzelne Rechtsordnungen
- Deutschland: Wettbewerbsrecht (Deutschland)
- Europäische Union: Wettbewerbsrecht (Europäische Union)